# En esta noche
En esta noche es el título del álbum debut de estudio realizado en bilingüe grabado por la cantautora colombo-estadounidense Soraya.
Fue lanzado al mercado por la empresa discográfica PolyGram Latino el 6 de febrero de 1996, siendo en uno de los discos latinos más vendidos en Colombia durante la época con 250 000 copias y obteniendo una certificación de oro por la Asociación Colombiana de Productores de Fonogramas, también en Venezuela.

## Lista de canciones
- Todas las canciones escritas y compuestas por Soraya, excepto donde se indica.

| En esta noche |                              |                 |          |  |
| N.º           | Título                       | Escritor(es)    | Duración |  |
| 1.            | «De repente»                 | Soraya          | 4:08     |  |
| 2.            | «Quédate»                    | Soraya          | 4:13     |  |
| 3.            | «Amor en tus ojos»           | Soraya          | 2:58     |  |
| 4.            | «Avalancha»                  | Soraya          | 4:12     |  |
| 5.            | «Calma antes de la tormenta» | Soraya          | 3:49     |  |
| 6.            | «Las ruinas en mi mente»     | Soraya          | 4:27     |  |
| 7.            | «Debo saber»                 | Soraya          | 4:13     |  |
| 8.            | «Razón rara creer»           | Soraya          | 3:58     |  |
| 9.            | «En esta noche»              | Soraya          | 4:43     |  |
| 10.           | «Pueblito viejo»             | José A. Morales | 4:13     |  |
| 38:98         |                              |                 |          |  |

## Posicionamiento

### Álbum
| Año  | Trabajo       | Lista            | Posición |
| ---- | ------------- | ---------------- | -------- |
| 1996 | En esta noche | Top Latin Albums | 31       |

### Sencillos
| Año  | Trabajo            | Lista             | Posición |
| ---- | ------------------ | ----------------- | -------- |
| 1996 | «Amor en tus ojos» | Hot Latin Tracks  | 6        |
| 1996 | «Amor en tus ojos» | Latin Pop Airplay | 1        |
| 1996 | «Amor en tus ojos» | Tropical Songs    | 13       |
| 1996 | «De repente»       | Hot Latin Tracks  | 5        |
| 1996 | «De repente»       | Latin Pop Airplay | 1        |
| 1996 | «De repente»       | Tropical Songs    | 12       |

## Créditos y personal
- Soraya — Productor, voz
- Rod Argent — Productor
- Bill Banham —	Viola
- Mark Berrow —	Violín
- Ben Cruft — Violín
- Michael DeSaulles — Violín
- Roger Garland — Violín
- Wilfred Gibson — Violín
- Paul Hicks —Asistente
- Paul Kegg — Violonchelo
- Kostecki — Violín
- John Kurlander — Ingeniero
- Peter Lale — Viola
- Chris Laurence — Bajo
- Helen Liebmann — Violonchelo
- Martin Loveday — Violonchelo
- Pablo Manavello — Supervisor
- Jim McLeod — Violín
- José A. Morales — Compositor
- Keith Morrison — Ingeniero
- Peter Oxer — Violín
- Tony Pleeth —	Violonchelo
- Maciej Rakowski — Violín
- George Robertson — Viola
- Aldo Sampieri — Diseño de arte
- Sonia Slany —	Violín
- Simón Smart —	Ingeniero
- Robert Smissen — Viola
- Julián Tear —	Violín
- Peter Van Hooke — Productor
- Gavyn Wright — Violín
- Tony Wright —	Dirección artística